# Parafia Św. Katarzyny Aleksandryjskiej Dziewicy i Męczennicy w Rudniku
Parafia św. Katarzyny Aleksandryjskiej w Rudniku – rzymskokatolicka parafia dekanatu Racibórz w diecezji opolskiej.
Parafia została utworzona w 1302 roku.